# (8134) Minin
(8134) Minin es un asteroide perteneciente al cinturón de asteroides descubierto por Liudmila Vasílievna Zhuravliova desde el Observatorio Astrofísico de Crimea, en Naúchni, el 26 de septiembre de 1978.

## Designación y nombre
Minin fue designado al principio como 1978 SQ7.
Más tarde, en 2001, se nombró en honor del mercader ruso del siglo XVII Kuzmá Minin.

## Características orbitales
Minin orbita a una distancia media del Sol de 2,425 ua, pudiendo acercarse hasta 1,956 ua y alejarse hasta 2,894 ua. Tiene una excentricidad de 0,1933 y una inclinación orbital de 4,311 grados. Emplea 1379 días en completar una órbita alrededor del Sol. El movimiento de Minin sobre el fondo estelar es de 0,261 grados por día.

## Características físicas
La magnitud absoluta de Minin es 14,1.